# Macetando
"Macetando" é uma canção das cantoras brasileiras Ivete Sangalo e Ludmilla. A canção é single do EP Reivete-se, trabalho que celebra os 30 anos de carreira de Sangalo, e foi anunciada como música-tema da cantora para o carnaval de 2024.
No Brasil, a canção atingiu o topo da parada da Billboard Hot 100, e foi eleita a "Música de Carnaval" de 2024 pelo Troféu Band Folia, Bahia Folia e rádio Piatã. Em Portugal, a canção estreou na terceira posição da parada da Billboard Portugal Songs.

## Antecedentes
Depois de 29 anos junto com a Universal Music, Ivete Sangalo resolveu criar seu próprio selo, IM Music e, durante uma coletiva de imprensa em dezembro de 2023, ela anunciou um acordo com a empresa Altafonte, que será responsável pela distribuição dos futuros trabalhos da cantora.
Além disso, a artista anunciou uma série de atividades para celebrar os 30 anos de carreira, entre eles, o lançamento de um EP, intitulado Reivete-se, disponível em 15 de dezembro de 2023, além de um concerto no Estádio do Maracanã, no Rio de Janeiro, que marca o retorno da artista aos estádios depois de 17 anos, e uma turnê intitulada "A Festa".
Ainda durante a coletiva, Sangalo anunciou que ela voltará a trabalhar com a cantora Ludmilla, em uma das faixas do EP. As duas já trabalharam juntas em "Pulando na Pipoca", canção lançada para o carnaval de 2020.

## Composição
"Macetando" é uma pagode baiano, composto por Ivete Sangalo, Luciano dos Santos e Samir Trindade - com quem Sangalo já havia trabalhado na canção "Cria de Ivete", lançada para o Carnaval de 2023.
A canção foi apresentada a Ivete por Trindade e Dos Santos, que afirmaram ter uma "coisa 'tiktokeana'" - alusão a rede social chinesa que ajudou a impulsionar a canção. Dos Santos afirma que "a dancinha é tão importante quanto a letra. Para haver sucesso, tem que rolar uma sintonia entre as duas coisas". Ao G1, Samir Trindade, disse que "fica sempre atento ao comportamento das pessoas nas ruas e nas redes sociais, para deixar a música com uma cara atual e dialogar com todos os públicos" e que "macetando" trata-se de "uma gíria que transita na internet. Levando ao pé da letra, não tem sentido. Mas, como é gíria, entra a licença poética. Cada um tem a liberdade de achar que 'macetar' significa o que bem quiser". Ele ainda lembra que, durante o processo de composição, essa foi uma questão levantada, mas que a "letra está mais interessada em exaltar o poder feminino".
A música tematiza a mulher como uma "figura poderosa", "dona de si". João Lima Neto, do Diário do Nordeste, lembra que a música remete a outro single de Sangalo, "Tá Solteira, Mas Não Tá Sozinha", lançada em 2021 com Xanddy, e conclui que a música tem um "refrão chiclete e percussão marcada". Para Carol Prado, do G1, a cantora sempre se manteve distante de músicas com conteúdo explícito, e que "mesmo na nova fase" Ivete Sangalo se preocupa em não parecer vulgar.
O pesquisador e professor da Universidade Federal de Pernambuco, Thiago Soares, diz que a canção fala "sobre mulheres velhas e ricas, que tomam 'drinques com guarda-chuvinha', como diz a letra, mas também são 'bagaceiras'. Ivete entende quem é o eu-lírico dela, como mulher mais velha e que sabe se divertir".

## Prêmios e indicações
| Ano  | Categoria          | Prêmio             | Resultado | Ref.   |
| ---- | ------------------ | ------------------ | --------- | ------ |
| 2024 | Música do Carnaval | Troféu Band Folia  | Venceu    | [ 10 ] |
| 2024 | Música do Carnaval | Piatã Fm           | Venceu    | [ 11 ] |
| 2024 | Música do Carnaval | Troféu Bahia Folia | Venceu    | [ 12 ] |
| 2024 | Música do Ano      | Melhores do Ano    | Indicado  | [ 13 ] |

## Desempenho comercial
A música estreou na décima posição da Billboard Brasil Hot 100, Em 10 de fevereiro, a canção atingiu o topo da parada do serviço de streaming Spotify no Brasil, e estreou na 89 posição na parada global da plataforma, saltando para a posição 40 no dia seguinte. Além disso, a música também atingiu a primeira posição das tabelas diárias das principais plataformas de música, como Apple Music e Deezer. Na segunda semana, a música saltou para a 5ª posição na Hot 100 brasileira. Na semana de 19 de fevereiro, "Macetando" atingiu a primeira posição da parada, tornando-se a faixa mais ouvida no país.
O jornal Folha de S.Paulo, observou que a ajuda de celebridades, que gravaram vídeos reproduzindo a coreografia oficial da canção, foi crucial para transformar a música em um hit. 
Em Portugal, a canção estreou na quarta semana de 2024 na parada musical da AFP, na posição 157. Na semana seguinte, o single saltou para 71 posição. Já na Portugal Songs, parada musical da Billboard, a canção estreou na terceira posição. Na quarta semana de fevereiro de 2024, a canções entrou na parada global da Billboard na posição de 117.

## Paradas musicais
| Parada musical (2024)               | Maior posição |
| ----------------------------------- | ------------- |
| Brasil (Billboard Brasil Hot 100)   | 1             |
| Mundo (Billboard Global 200)        | 117           |
| Portugal (AFP)                      | 71            |
| Portugal (Billboard Portugal Songs) | 3             |

| Parada musical (2025)             | Maior posição |
| --------------------------------- | ------------- |
| Brasil (Billboard Brasil Hot 100) | 99            |

## Vendas e certificações
| Região                                                        | Certificação | Vendas   |
| ------------------------------------------------------------- | ------------ | -------- |
| Brasil (Pro-Música Brasil)                                    | Diamante     | 300,000‡ |
| ‡vendas+valores de streaming baseados somente na certificação |              |          |